# INS Delhi (könnyűcirkáló)
Az INS Delhi egy Leander osztályú könnyűcirkáló volt, melyet eredetileg a Brit Királyi Haditengerészet számára építettek 1933-ban, HMS Achilles néven. A második világháború alatt a hajó az Új-zélandi Királyi Haditengerészetnél teljesített szolgálatot, de a háború után visszakerült a britekhez. Ezt követően, 1948-ban a brit haditengerészet eladta a hajót az Indiai Haditengerészetnek, ahol a hajó az INS Delhi nevet kapta. A Delhi egészen 1978. június 30-áig hadrendben állt, majd a hajót szétbontották.

## Csatlakozása az Indiai Haditengerészethez
1948. július 5-én, még mielőtt India köztársasággá vált, a hajó az Indiai Haditengerészethez került, HMIS Delhi néven. A hajó parancsnoka a Brit Királyi Haditengerészet tisztje, H.N.S. Brown kapitány volt. A hajón 17 brit tiszt szolgált, a legénység többi tagja indiai volt. A rangidős indiai tiszt R.D. Katari parancsnok volt. Az indiai hajó első útjára, melynek állomásai Kelet-Afrika, a Seychelle-szigetek, és Mauritius volt, 1948-ban került sor.
1950 júniusában A.K. Chatterji parancsnok (később vezérkari főnök) lett a hajó első indiai parancsnoka. Ugyanebben a hónapban szállították Dzsaváharlál Nehru miniszterelnököt Indonéziába, hogy hivatalos találkozón vegyen részt.
1956-ban ez a hajó alakította saját magát, azaz az Achillest, a Battle of the River Plate (A La Plata-i csata) című filmben.

## Goa megszállása
1961. december 18-án, a Goa elleni invázió során, a Delhi tüzet nyitott két portugál hajóra, melyek közül az egyiket elsüllyesztette, a másikat pedig annyira megrongálta, hogy azt saját legénysége robbantotta fel. Ezenkívül segítette az Indiai Hadsereg szárazföldi alakulatainak előrenyomulását is, a citadella és a repülőtér ágyúzásával.
1965 szeptemberében a Delhi nem vett részt az indiai–pakisztáni háborúban, mert akkor éppen javítás alatt állt.

## Új-zélandi látogatás
1969-ben a Delhi új-zélandi látogatást tett, Barbosa altengernagy parancsnoksága alatt. A hajó, az Achilles veteránjainak találkozójára hajózott Új-Zélandra.

## Kivonás a hadrendből
A Delhit 1978-ban Bombay-ben vonták ki a hadrendből, majd nem sokkal később a könnyűcirkálót szétbontották. A szétbontott hajó egyik lövegtornyát visszaadták az új-zélandi kormánynak, akik kiállították azt. Egy másik lövegtornyot a Dehradun-i Indiai Katonai Akadémián állítottak ki. A harmadik lövegtorony sorsa ismeretlen.